# Jiangshan (köpinghuvudort i Kina, Zhejiang Sheng, lat 29,77, long 121,53)
Jiangshan (kinesiska: 姜山, 姜山镇) är en köpinghuvudort i Kina. Den ligger i provinsen Zhejiang, i den östra delen av landet, omkring 140 kilometer öster om provinshuvudstaden Hangzhou. Antalet invånare är 100 410. Befolkningen består av 48 896 kvinnor och 51 514 män. Barn under 15 år utgör 10,0 %, vuxna 15-64 år 79 %, och äldre över 65 år 9,0 %.
Runt Jiangshan är det tätbefolkat, med 530 invånare per kvadratkilometer. Närmaste större samhälle är Ningbo, 12,0 km norr om Jiangshan. Trakten runt Jiangshan består till största delen av jordbruksmark.
Genomsnittlig årsnederbörd är 1 981 millimeter. Den regnigaste månaden är juni, med i genomsnitt 355 mm nederbörd, och den torraste är januari, med 68 mm nederbörd.